# میشن بند (تگزاس)
میشن بند (به انگلیسی: Mission Bend) یک منطقهٔ مسکونی در ایالات متحده آمریکا است که در تگزاس واقع شده‌است. میشن بند ۱۲٫۷ کیلومتر مربع مساحت و ۳۶٬۵۰۱ نفر جمعیت دارد و ۲۹ متر بالاتر از سطح دریا واقع شده‌است.